# Cathédrale de Jerez de la Frontera
La cathédrale du Saint-Sauveur est une cathédrale catholique située dans la ville de Jerez de la Frontera, dans la communauté autonome d'Andalousie en Espagne. Elle est le siège du diocèse d'Asidonia-Jerez

## Histoire
Construite au XVIIe siècle, elle est un mélange d'architectures gothique, baroque et néoclassique. Elle a été élevée au rang de cathédrale en 1980.

## Description
La cathédrale possède une nef et quatre allées de hauteur inégale, supportées par des contreforts et des arcs-boutants. Un dôme en couvre la rencontre avec le transept.
À l'intérieur se trouve une Vierge Marie de Francisco de Zurbarán, ainsi qu'un crucifix gothique du XVe siècle appelé Cristo de la Viga.

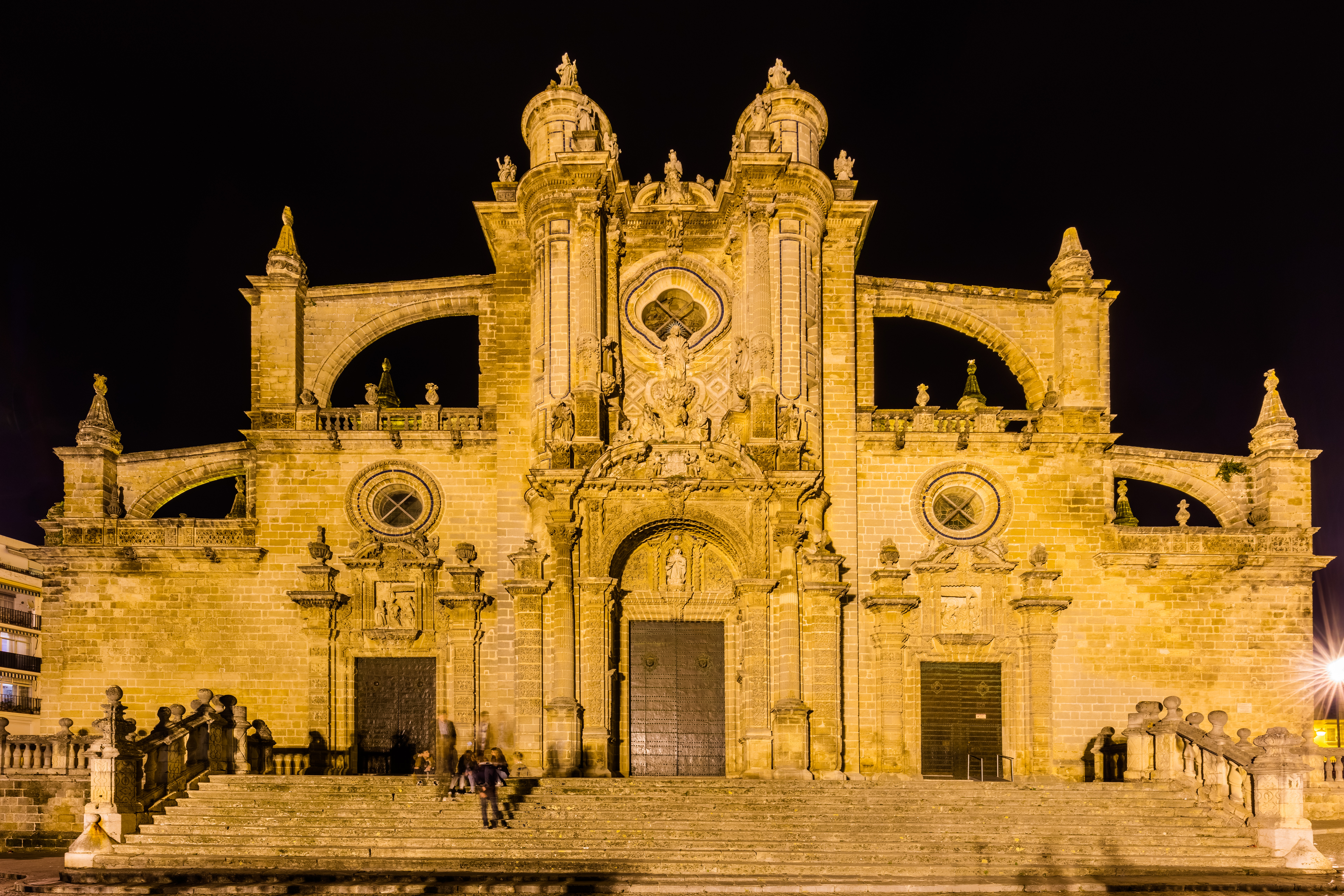
Vue nocturne de la façade.
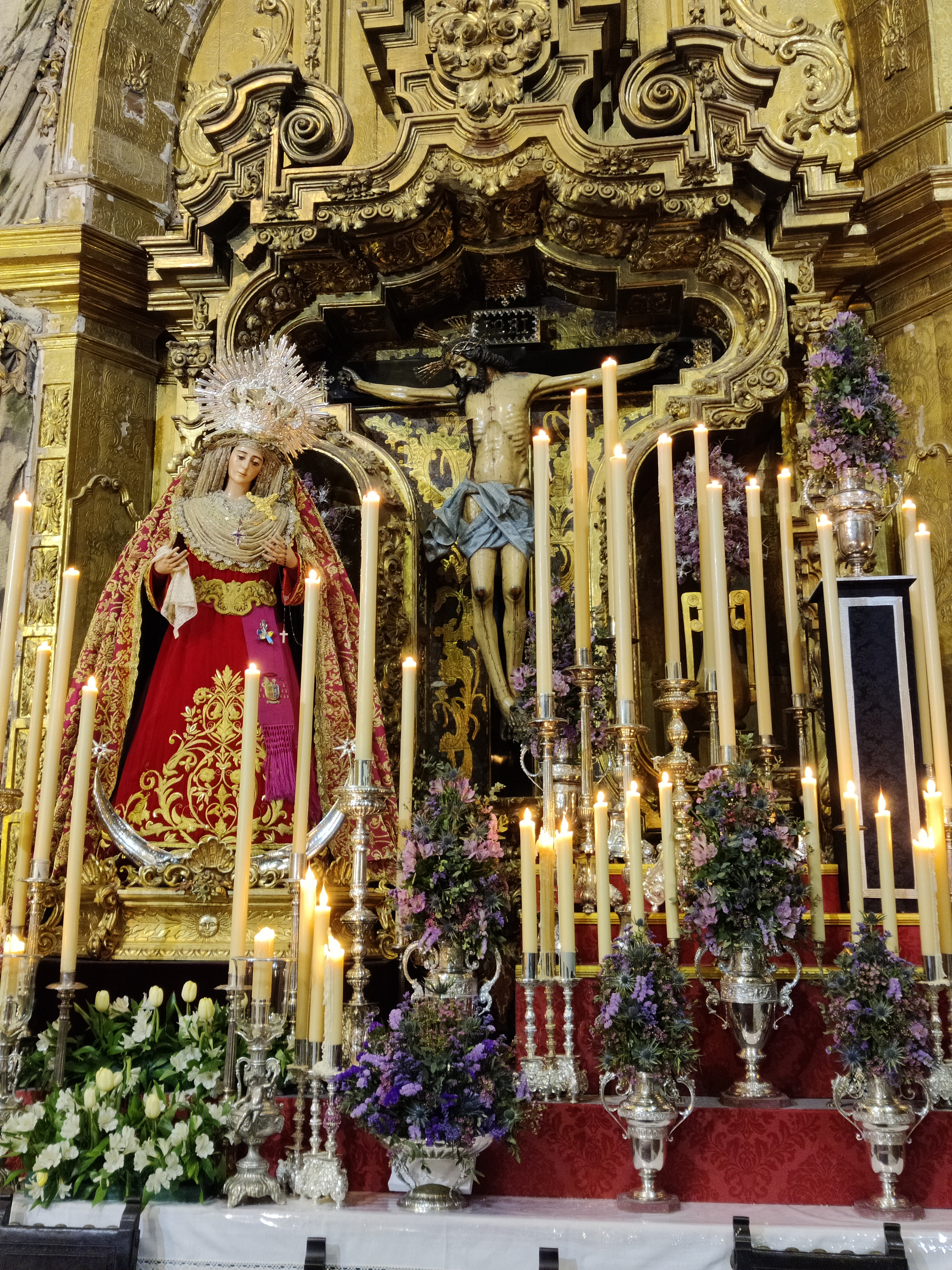
Le Cristo de la Viga du retable du maître-autel.

## Protection
L'édifice fait l’objet d’un classement en Espagne au titre de bien d'intérêt culturel depuis le 3 juin 1931.

## Source
- (en) Cet article est partiellement ou en totalité issu de l’article de Wikipédia en anglais intitulé « Jerez de la Frontera Cathedral » (voir la liste des auteurs).